# Tinamus osgoodi
Tinamus osgoodi е вид птица от семейство Тинамуви (Tinamidae). Видът е световно застрашен, със статут Уязвим.

## Разпространение
Видът е разпространен в Боливия, Еквадор, Колумбия и Перу.